# كيلي مور (كاتبة)
كيلي مور (بالإنجليزية: Kelly Moore)‏ هي كاتِبة أمريكية، ولدت في 30 أغسطس 1956 في لاكهورست في الولايات المتحدة.